# Yana Demyanchuk
 (janvier 2024).
Si vous disposez d'ouvrages ou d'articles de référence ou si vous connaissez des sites web de qualité traitant du thème abordé ici, merci de compléter l'article en donnant les références utiles à sa vérifiabilité et en les liant à la section « Notes et références ».
Yana Demyanchuk, née le 22 octobre 1993 à Ivano-Frankivsk, est une gymnaste artistique ukrainienne.

## Palmarès

### Championnats d'Europe
- Milan 2009
  -  médaille d'or à la poutre

### Universiade
- Shenzhen 2011
  -  médaille d'argent par équipes